# Via Bergomum-Comum
La via Bergomum - Comum, talvolta citata anche come via Comum-Bergomum, era una strada romana che metteva in comunicazione i municipia di Bergomum (Bergamo) e Comum (Como). Non è noto con quale nome venisse indicata nell'antichità.

## Percorso
Questa strada era un tratto di un percorso già utilizzato in epoca pre-romana che collegava Aquileia con i centri lombardi pedemontani, da dove altre strade raggiungevano le Alpi dirette verso la Rezia. Questa via, che attraversava la pianura Padana al margine settentrionale della pianura, ai piedi delle Prealpi, più a nord delle altre strade consolari, avrebbe acquisito importanza in epoca imperiale, quando vennero realizzati i due ponti monumentali sul Brembo e sull'Adda.
L'esistenza della strada è attestata solamente dalla Tabula Peutingeriana, copia medioevale di una mappa delle vie dell'impero romano, che non fornisce peraltro indicazioni sul percorso. A questa via sarebbero riconducibili i pochi resti di due ponti romani che attraversavano il Brembo ad Almenno San Salvatore e l'Adda tra Calolziocorte e Olginate. Diverse sono quindi le ipotesi formulate dagli storici, ma non ci sono certezze circa il suo effettivo percorso. I vari autori concordano sul passaggio del Brembo ad Almenno S. Salvatore, ma le posizioni divergono per quanto riguarda il tratto tra Cisano Bergamasco e Como: mentre alcuni ritengono che da qui il percorso proveniente da Bergamo deviasse per la valle San Martino e attraversasse il ponte tra Olginate e Calolziocorte, altri sostengono l'ipotesi dell'attraversamento dell'Adda a Brivio, con un percorso più diretto, a sud della precedente.
- Ponte di Lemine. Era il ponte sul Brembo ad Almenno San Salvatore. Detto popolarmente "ponte della Regina", fu costruito probabilmente nel II secolo, al tempo dell'imperatore Traiano. Più volte restaurato, fu utilizzato fino al XV secolo, quando crollò per una disastrosa alluvione nel 1493. Dai rilievi dello studioso ottocentesco Elia Fornoni risulta che la struttura avesse otto arcate alte 25 metri ed una lunghezza complessiva di 180 metri. Tre pilastri sono ancora visibili nell’alveo del fiume Brembo.[1][3][4]
- Ponte sull'Adda tra Olginate e Calolziocorte. Fu costruito probabilmente nel III secolo andando a sostituire un precedente ponte di barche in corrispondenza di un restringimento del fiume già utilizzato da secoli come guado. Poggiava su 16 o 18 pile, con una lunghezza complessiva di 150 metri e una carreggiata di 4 metri. Nei periodi di magra del fiume sono ancora visibili i pochi resti delle basi di cinque pile esagonali.[1][2][5] Come accennato, non tutti gli storici concordano che la via transitasse su questo ponte.